# Afrique (Schiff, 1907)
Die Afrique war ein Passagierschiff der französischen Reederei Compagnie des Chargeurs Réunis, das von 1908 bis 1920 Passagiere, Fracht und Post von Bordeaux in die französischen Territorien von Französisch-Westafrika beförderte. Am 12. Januar 1920 versagten während eines Sturms vor der französischen Küste die Generatoren im Maschinenraum des Dampfers, der daraufhin manövrierunfähig war und vom Seegang und von den Sturmböen gegen ein Riff geschleudert wurde. Die Afrique schlug leck und sank, von den 609 Passagieren und Besatzungsmitgliedern überlebten nur 34. Das Unglück gilt als eine der größten Katastrophen in der Geschichte der französischen Dampfschifffahrt.

## Das Schiff

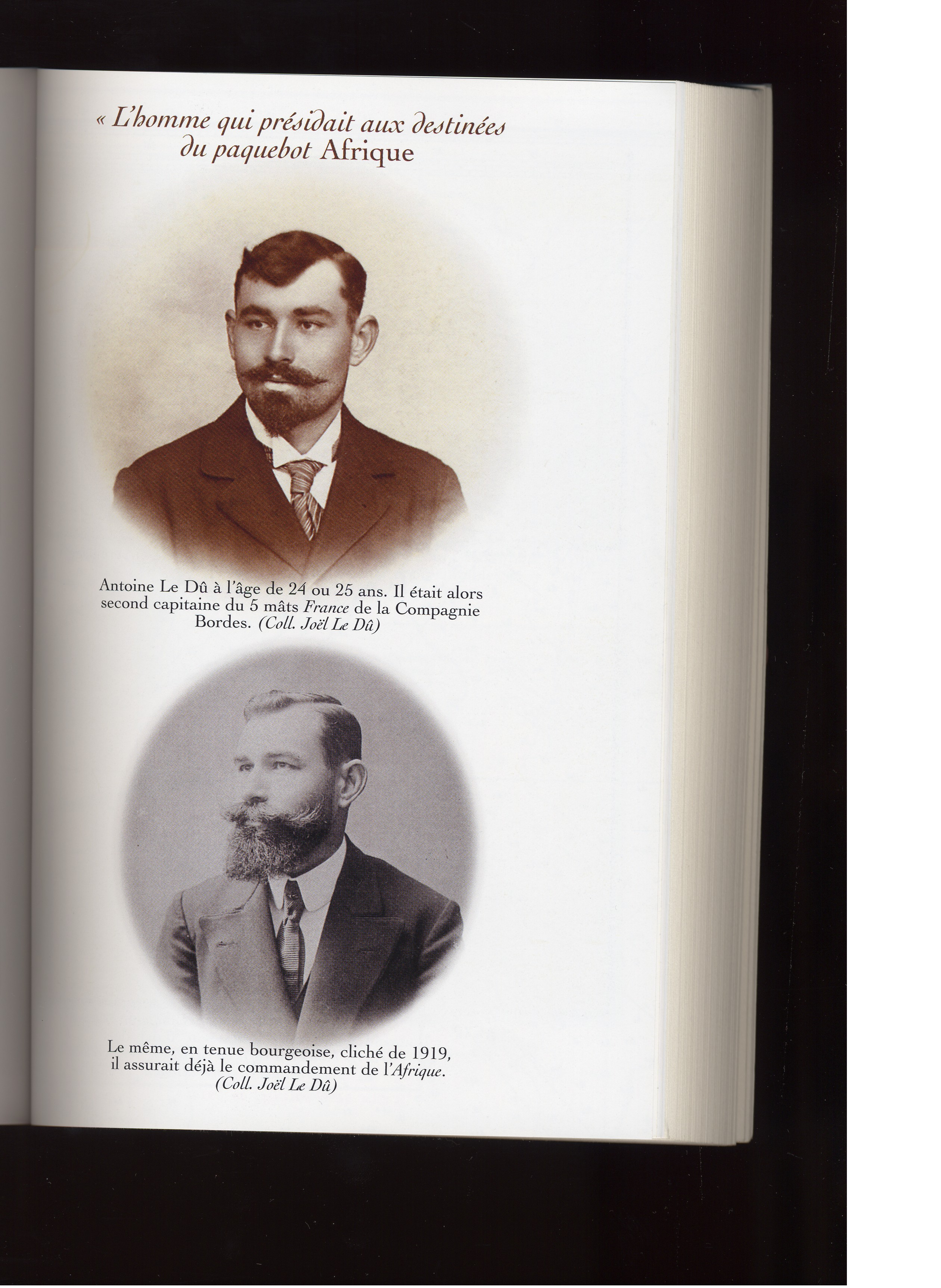
Kapitän Antoine le Dû

Die Afrique wurde von der britischen Werft Swan Hunter & Wigham Richardson am Tyne in North East England gebaut. Der 5.404 BRT große Dampfer entstand im Wallsend-Dock und lief dort am 21. November 1907 vom Stapel. Im April 1908 war das Schiff fertiggestellt und trat am 22. Juli 1908 seine Jungfernfahrt an.
Die Afrique war 119,2 Meter lang, 14,6 Meter breit und hatte einen maximalen Tiefgang von 6,5 Metern. Die Zweifachexpansions-Dampfmaschinen leisteten 7200 PS und ermöglichten eine Reisegeschwindigkeit von 17,5 Knoten. Das Schiff wurde mit einer Doppelschraube angetrieben. Die Passagierunterkünfte waren für 79 Passagiere der Ersten, 68 der Zweiten und 80 der Dritten Klasse ausgelegt.
Der Bau war von der Compagnie des Chargeurs Réunis, einer 1872 gegründeten französischen Dampfschifffahrtsgesellschaft mit Sitz in Le Havre, in Auftrag gegeben worden. Le Havre war auch der Heimathafen des Dampfers. Die Reederei hatte sich auf den Personen- und Frachtverkehr von Frankreich in die französischen Kolonien in Westafrika spezialisiert. Auf dieser Route war auch die Afrique ab dem Sommer 1908 eingesetzt. Die Reederei Compagnie Générale Transatlantique hatte bereits zuvor ebenfalls einen Passagierdampfer namens Afrique gehabt, der zwischen 1881 und 1901 im Dienst gewesen war.

## Untergang
Am Sonnabend, dem 10. Januar 1920 gegen 10 Uhr lief die Afrique in Bordeaux zu ihrer 58. Überfahrt nach Westafrika aus. Ziel waren Dakar im Senegal und andere Häfen in den französischen Kolonien. Das Kommando hatte der 42-jährige Kapitän Antoine le Dû. An Bord befanden sich 135 Besatzungsmitglieder und 474 Passagiere (insgesamt 609 Personen). Der Ozeandampfer, der eigentlich Platz für nur 227 Fahrgäste hatte, war auf dieser Fahrt vollkommen überbucht. Es befand sich eine große Anzahl von Kindern unter den Reisenden (allein 19 in der Ersten Klasse).
Unter den 106 Passagieren der Ersten Klasse befanden sich einige damals sehr prominente Persönlichkeiten, zum Beispiel:
- Hyacinthe Joseph Jalabert, Geistlicher und Missionar, römisch-katholischer Titularbischof und Vikar von Senegambia
- Victor le Rendu Longueval, Journalist und Zeitungsredakteur
- M. de Monts de Savasse, Marine-Intendant, Kapitän der Fregatte Mont de Seine
- Joseph Portes, Verwaltungschef des französischen Heeres
- Edouard Mora, Leiter der Marineverwaltung von Dakar
- Colonel Louis Brurigard, Oberst in Dakar (mit Ehefrau)
- Pierre und Charles Gégouin, Schiffseigner
- Charles Poiraton, damals bekannter Sportflieger
- Léon Blanvillain, Gouverneur des Sultanats von Cotonou
- Louis Paul Adenier, Direktor des Eisenbahnunternehmens Chemins de Fer du Dahomey

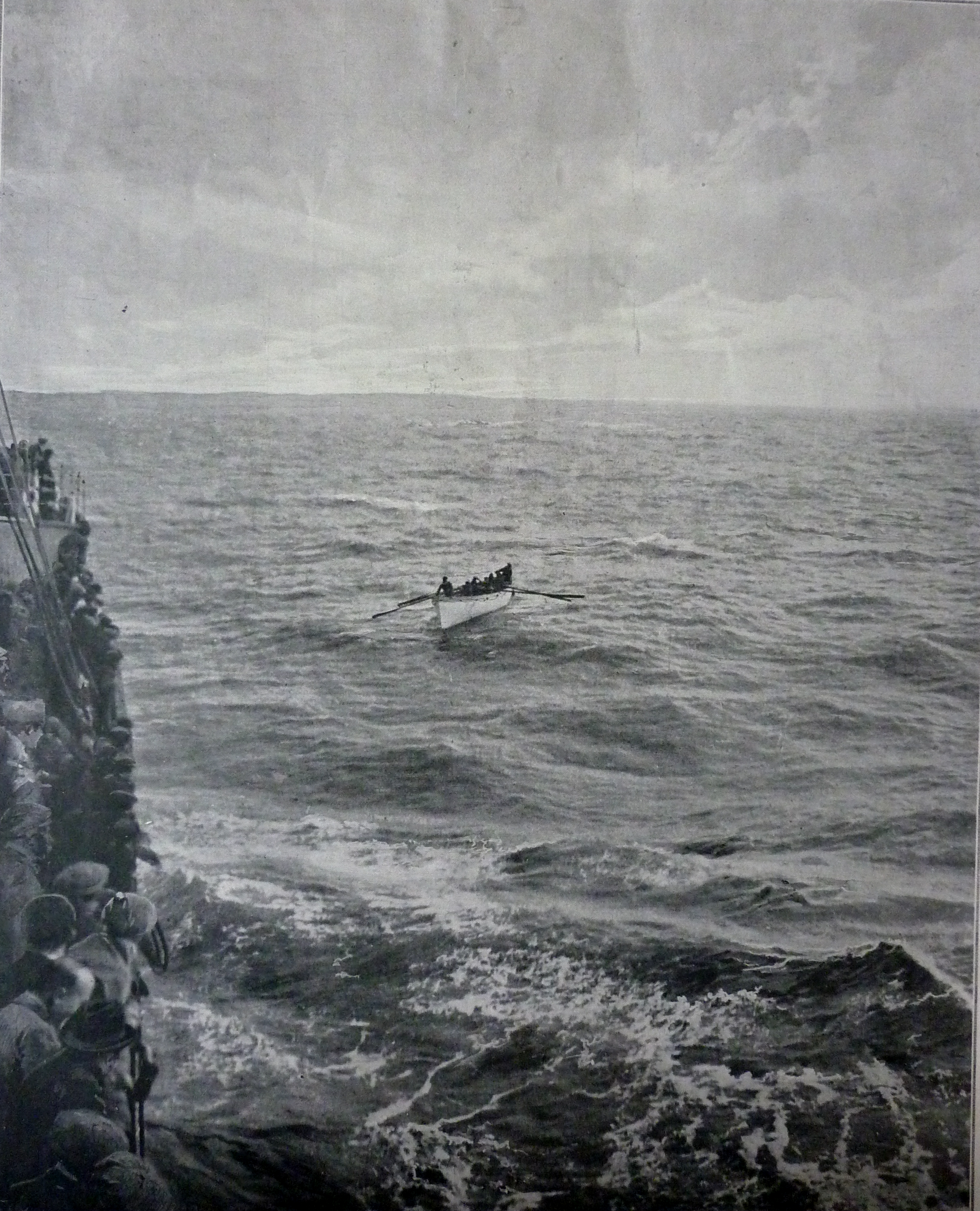
Ein Rettungsboot mit Überlebenden der Afrique

Daneben waren zahlreiche Militärs, Unternehmer, Bankiers, Ingenieure und Verwaltungsbeamte – oft mit Familie – an Bord, die sich in Französisch-Westafrika niedergelassen hatten. Den Großteil der Passagiere stellten Franzosen, es gab aber auch vereinzelte Briten und Schweizer. Die Ladung bestand hauptsächlich aus Post in Form von Briefen und Paketen, Champagner, sowie Bau- und Versorgungsgütern für Unternehmen und Firmen, die in den französischen Kolonien operierten. Sie hatte einen Gesamtwert von 20 Millionen französischer Francs (nach damaligem Geldwert).
Am Tag nach der Abfahrt, in den frühen Morgenstunden des 11. Januar, geriet die Afrique 25 Meilen südlich von Les Sables-d’Olonne in einen atlantischen Sturm. Etwa auf der Höhe der Mündung der Gironde versagten plötzlich die Maschinen, das Schiff war manövrierunfähig und begann, in den Golf von Biskaya abzudriften. Auch die Pumpen fielen aus. Da das Schiff im hohen Wellengang stark schlingerte, war es kaum möglich, Reparaturarbeiten an den Kesseln und Generatoren vorzunehmen. Kapitän le Dû ließ umgehend um Hilfe funken, woraufhin die beiden Schlepper Cedre und Victoire aus Rochefort ausliefen, um der Afrique zu Hilfe zu kommen. Wegen der schweren See mussten sie jedoch die Fahrt abbrechen und Schutz in der kleinen Hafenstadt Île-d’Aix suchen. Währenddessen trieb der hilflose Passagierdampfer immer weiter steuerlos und wurde von der aufgewühlten See hin und her geworfen.
Der starke Wind und die hohen Wellen rissen die Afrique mit sich und schoben sie gegen Mittag des 11. Januar schließlich etwa 40 Meilen vor La Rochelle auf das Riff Plateau de Rochebonne  (46° 3′ 33,1″ N, 2° 16′ 43″ W). Dort lief der Dampfer auf Grund und schlug leck. Gegen 14.00 Uhr traf der Passagierdampfer Ceylan am Unglücksort ein, der der gleichen Reederei gehörte. Wegen der schweren See kam die Ceylan jedoch nicht an die sinkende Afrique heran und die Besatzung der Ceylon konnte nur zusehen, wie das Schiff schaukelte und fast auseinanderbrach. Von den zu Wasser gelassenen Rettungsbooten wurden die meisten gegen den stählernen Schiffsrumpf geschleudert und zertrümmert, andere kenterten und ihre Insassen stürzten in die stürmische See.
Im Verlauf der Nacht zum 12. Januar wurde die Situation immer prekärer. Nur zwei Boote schafften es, sicher vom Schiff freizukommen. Die 34 darin befindlichen Personen waren die einzigen, die direkt dem Untergang der Afrique entgingen. Nur sechs der an Bord verbliebenen 474 Passagiere überlebten, keines der Kinder an Bord und nur vier der Frauen konnten gerettet werden. Insgesamt ertranken 575 Passagiere und Besatzungsmitglieder. Um 3 Uhr ging die Afrique schließlich unter. Die Überlebenden, darunter auch der Kapitän, wurden von der Besatzung der Ceylan geborgen und an Land gebracht.